# SN 2007sw
SN 2007sw – supernowa typu Ia odkryta 29 grudnia 2007 roku w galaktyce UGC 7228. W momencie odkrycia miała maksymalną jasność 16,00m.